# Eugryllacris vaginalis
Eugryllacris vaginalis är en insektsart som först beskrevs av Francois Jules Pictet de la Rive och Henri Saussure 1893.  Eugryllacris vaginalis ingår i släktet Eugryllacris och familjen Gryllacrididae. Inga underarter finns listade i Catalogue of Life.